# Anthelia subaequifolia
Anthelia subaequifolia là một loài rêu tản trong họ Antheliaceae. Loài này được (Nees & Mont.) Trevis. miêu tả khoa học lần đầu tiên năm 1877.